# Rivière Chimenticook
La rivière Chimenticook est un affluent du Fleuve Saint-Jean, coulant dans le canton T13 R13 Wels, dans le comté d’Aroostook, dans le Nord du Maine, aux États-Unis.
Son cours est en région forestière dans une vallée enclavée de hautes montagnes, au sud-est de la frontière canado-américaine. Son cours est situé entre la rivière Powock (côté Nord-Est) et le « Twomile Brook » (côté sud-ouest).
Le bassin versant de la rivière Chimenticook est accessible par quelques routes forestières.

## Géographie
La partie supérieure de la «Rivière Chimenticook» débute dans les monts Notre-Dame à l’embouchure du Lac de l’Est (longueur : 9,2 km ; altitude : 315 m), dans le comté d’Aroostook (Maine). Ce lac canadien (municipalité de Mont-Carmel) entouré de montagnes comporte deux parties reliées par un détroit, et seulement 0,4 km de sa longueur (partie Sud-Est) est en territoire américain. Ce lac est surtout alimenté par la rivière des Pointes (venant de l’Ouest) et le ruisseau Blanc (venant du nord).
L’embouchure du lac de l’Est se déverse par le Sud-Est et est située à :
- 0,4 km au sud-est de la frontière entre le Québec et le Maine ;
- 18,0 km au nord-ouest de la confluence de la rivière Chimenticook ;
- 48,1 km au sud-est de la route 132, à La Pocatière, au Québec.

À partir de l’embouchure du Lac de l’Est, la rivière Chimenticook coule sur 32,6 km comme suit :
- 0,5 km vers le sud, jusqu’à la rive Nord-Ouest du « Little East Lake » ;
- 1,7 km vers le sud-est en traversant le « Little East Lake » (longueur : 9,2 km ; altitude : 319 m) jusqu’à son embouchure située au sud-est ;
- 6,5 km vers le sud-est, jusqu’au pont d’une route forestière ;
- 9,2 km vers le sud-est, jusqu’au pont d’une route forestière ;
- 5,5 km vers le sud-est, jusqu’à la confluence de la rivière[1].

La «Rivière Chimenticook » se déverse dans une courbe de rivière sur la rive Nord du Fleuve Saint-Jean, dans le canton T16 R13 Wels, du comté d’Aroostook. Cette confluence est située à :
- 20,6 km à l’Ouest du hameau Allagash, situé sur la rive Sud du fleuve Saint-Jean ;
- 4,7 km en amont de la confluence de la rivière Pocwock ;
- 17,3 km en aval de la confluence du Big Black River.

## Toponymie
Le terme "Chimenticook" est d'origine abénaquis.